# Санина, Наталья Петровна
Ната́лья Петро́вна Са́нина (род. 20 июля 1954, Мурманск) — российский медик, государственный и политический деятель. Депутат Государственной Думы VII созыва, член фракции «Единая Россия», первый заместитель председателя комитета Госдумы по охране здоровья, заслуженный врач РФ.

## Биография
В 1980 году получила высшее медицинское образование окончив Владивостокский государственный медицинский институт. В 1997 году защитила диссертацию на соискание учёной степени кандидата медицинских наук. Доктор медицинских наук. Работала профессором кафедры терапии факультета усовершенствования врачей в Московском областном научно-исследовательском клиническом институте им. М. Ф. Владимирского.
С 2014 года является Председателем Координационного совета главных внештатных специалистов Министерства здравоохранения Московской области, Главным внештатным терапевтом Министерства здравоохранения Московской области.
С 2013 года — является сопредседателем регионального штаба ОНФ в Московской области.
С 2015 до 2016 года работала в Московском областном научно-исследовательском клиническом институте им. М. Ф. Владимирского в должности декана факультета усовершенствования врачей, заместителем директора Института по учебной работе.
В сентябре 2016 года баллотировалась в Госдуму по спискам партии «Единая Россия», по результатам распределения мандатов избрана депутатом Государственной думы РФ VII созыва.

## Законотворческая деятельность
С 2016 по 2019 год, в течение исполнения полномочий депутата Государственной Думы VII созыва, выступила соавтором 51 законодательных инициатив и поправок к проектам федеральных законов